# Haidar Abdel Shafi
Haidar Muhyiddin Darwish Abd al-Shafi (10 de junio de 1919-24 de septiembre de 2007), (en árabe حيدر عبد الشافي) fue un médico y líder nacionalista palestino.  Entre otras acciones, encabezó la delegación negociadora palestina en la 
Conferencia de Paz de Madrid donde, bajo el auspicio de la comunidad internacional, palestinos e israelíes se reúnen por primera vez para negociar el proceso de paz.

## Primeros años de vida y estudios
Nace y vive en la Franja de Gaza, junto a sus 5 hermanos. Su padre es el jeque Muheiddin Abdel Shafi, jefe del Consejo Superior Islámico Waqf y guardián de los lugares sagrados de Gaza y Hebrón entre 1925 y 1927. Asiste a la escuela primaria en Gaza y recibe la educación secundaria en Jerusalén, en el Colegio Árabe, graduándose en 1936. Después, fue al Líbano para estudiar la carrera universitaria a la Universidad Americana en Beirut, donde estudió medicina y cirugía.
Mientras estudiaba en la universidad se une a las filas del Movimiento Nacionalista Árabe de George Habash, dedicado al panarabismo, el nacionalismo árabe y la liberación de Palestina. En 1943 se gradúa y se va a trabajar a la ciudad de Jaffa en el Hospital Municipal de la Autoridad del Mandato Británico. En 1944 se une al ejército británico en Jordania, pero al finalizar la Segunda Guerra Mundial renuncia a su cargo y regresa a Gaza, donde abre una clínica médica privada. Asimismo, en 1945 co-funda la Sociedad Médica Palestina y participa en el primer Congreso Palestino de Medicina en 1946. Desde entonces se dedica a proveer asistencia sanitaria a los refugiados palestinos que fueron expulsados de sus aldeas y ciudades para ser ubicados en campos de refugiados en Gaza. 

## Años de activismo político
Siempre fue políticamente independiente. En 1948 manifestó la urgencia por aceptar el Plan de Partición de Naciones Unidas para Palestina de 1947. Sin embargo, el plan fue rechaza por los árabes, porque no correspondía a las proporciones de la población, ya que daba a una minoría de judíos (32% entonces) el 55% del territorio. 
Desde entonces, fue siempre crítico con Yasser Arafat y otros militantes palestinos, a los que culpó por no conseguir mantener un orden democrático dentro de la Organización para la Liberación de Palestina (OLP). Asimismo, se negó a participar en aquellos eventos e instituciones que consideraba en contra de la democracia y de la voluntad de los palestinos. Desafió la dominación israelí desde una posición crítica, apoyando la soberanía y la unidad palestinas, así como los derechos de los palestinos a partir de la unión colectiva.

#### Guerra Árabe-Israelí
Tras el Plan de Partición de Naciones Unidas, se produce la proclamación del Estado de Israel en 1948. Se sucede la Nakba, 458 aldeas son destruídas, 750.000 personas son expulsadas de sus hogares y 13.000 personas son asesinadas. Ese mismo año comienza la guerra Árabe-Israelí, como el primero de los conflictos en los que los países árabes se enfrentan a Israel. Esta guerra es ganada por Israel y se crean las fronteras del armisticio, que aumenta el territorio israelí en un 23%.
Los palestinos expulsados se refugiaron en el Líbano, pero también en Cisjordania y Gaza, además de los desplazados internos que se quedan en territorio israelí. Durante la guerra árabe-israelí, de 1948 a 1949, Abdel Shafi se dedica a proveer asistencia medica. Se estima que ayudó a 200.000 palestinos refugiados en Gaza. En 1951 viaja a Estados Unidos y se especializa en cirugía general en el Miami Valley Hospital en Ohio. Regresa a la Franja de Gaza en 1954, cuando estaba bajo dominio egipcio. Trabaja como cirujano en el Hospital Tel Al-Sohour, afiliado a la administración egipcia. En este momento en el que se convierte en un gran admirador y amigo personal de Gamal Abdel Nasser
   

Sobre la Nakba, Abdel Shafi reflexiona en una entrevista 40 años después:    
El hecho de que se nos haya dado la oportunidad de tener una autoridad elegida significa que no tenemos ninguna justificación válida para no trabajar por un cambio democrático que pueda transformar el panorama de frustración en esperanza. [...] Dada la gravedad de nuestra situación, la prioridad es lograr una firmeza vibrante en nuestro suelo nacional. Debemos establecer un modelo de democracia que afirme la supremacía de la ley, la libertad de expresión y de prensa, la libertad de asociación, la responsabilidad y la transparencia en el gobierno y un poder judicial independiente. Si se introdujera un régimen de este tipo en los territorios ocupados, podríamos ocuparnos eficazmente de los problemas y necesidades de la diáspora. Esto también aceleraría la cuenta atrás para alcanzar nuestros objetivos nacionales. 

#### Guerra de los Seis Días
Fue el director de los servicios sanitarios en la Franja de Gaza desde hasta 1967, fecha de la Guerra de los Seis Días, en la que Israel ocupa Gaza y Cisjordania, además de la Península del Sinaí y los Altos del Golán. Conocida como la Naksa, las fronteras del armisticio de 1949 son derruidas y supone una gran derrota para los árabes, de la que se derivan profundas consecuencias que se materializan en el presente, así como una fuerte influencia en acontecimientos posteriores, como la Guerra de Yom Kippur o los Acuerdos de Camp David, entre otros. 
Para 1967 Abdel Shafi ya era una figura destacada en la Franja de Gaza. A lo largo de la década de 1960 fue ejerciendo distintos cargos políticos. En 1962 fue elegido como presidente del primer Consejo Legislativo Palestino en Gaza, cargo que ejerce hasta 1964. En 1964 fue delegado de la primera conferencia nacional palestina en el Consejo Nacional Palestino, que se reunió en Jerusalén, ayudando a establecer la OLP bajo la presidencia de Ahmed Al-Shugairi, convirtiéndose en uno de los 16 miembros del Comité Ejecutivo. La OLP, creada en 1964, agrupó a distintas organizaciones y sociedad civil, así como colectivos políticos y civiles. 
Tras la Guerra de los Seis Días, las autoridades israelíes lo acusaron de apoyar las actividades militares de la nueva facción guerrillera de George Habash, el Frente Popular para la Liberación de Palestina (PFLP), una rama del Movimiento Nacionalista Árabe. Entonces, Abdel-Shafi negó ser miembro, pero expresó su simpatía por los objetivos del grupo. Bajo órdenes directas del ministro de Defensa Moshe Dayan, fue expulsado durante 3 meses a una aldea en el desierto del Sinaí en 1969. Posteriormente, fue deportado de nuevo en 1970 al Líbano durante 2 meses, junto con 5 miembros destacados de la dirección de Gaza, en represalia por las acciones del Frente Popular sobre el secuestro de 3 aviones civiles que luego fueron volados en el desierto jordano.
En 1972 fundó y dirigió la Media Luna Roja Palestina en la Franja de Gaza y la convirtió en un escenario para la asistencia médica y las actividades sociales y culturales.

#### Guerra del Yom Kippur
En 1973 se sucede la Guerra del Yom Kippur o del Ramadán, que fue un conflicto bélico entre Egipto y Siria contra Israel en 1973, para recuperar el Sinaí y los Altos del Golán. A Palestina la guerra como tal le afectó poco, pero fue el inicio del bilateralismo entre Israel y los países árabes, suponiendo el fin de la unidad árabe contra Israel que hasta entonces había prevalecido. En 1979 se firman los Acuerdos de Camp David, por los que la península del Sinaí es devuelta a Egipto, a expensas de ser expulsado de la Liga Árabe. Abdel Shafi fue férreamente crítico con los Acuerdos de Camp David, considerando que Egipto había vendido a Palestina para poder recuperar la Península del Sinaí. 
Fue atacado por islamistas, quienes en 1981 incendiaron su clínica.
En mayo de 1988, durante la Primera Intifada, fue uno de los tres palestinos -los otros eran Saeb Erekat y Hanan Ashrawi- que participaron en la reunión del ayuntamiento de Nightline desde Jerusalén, siendo la primera vez que palestinos y miembros de alto rango de la OLP se dirigían directamente a audiencias israelíes y occidentales.

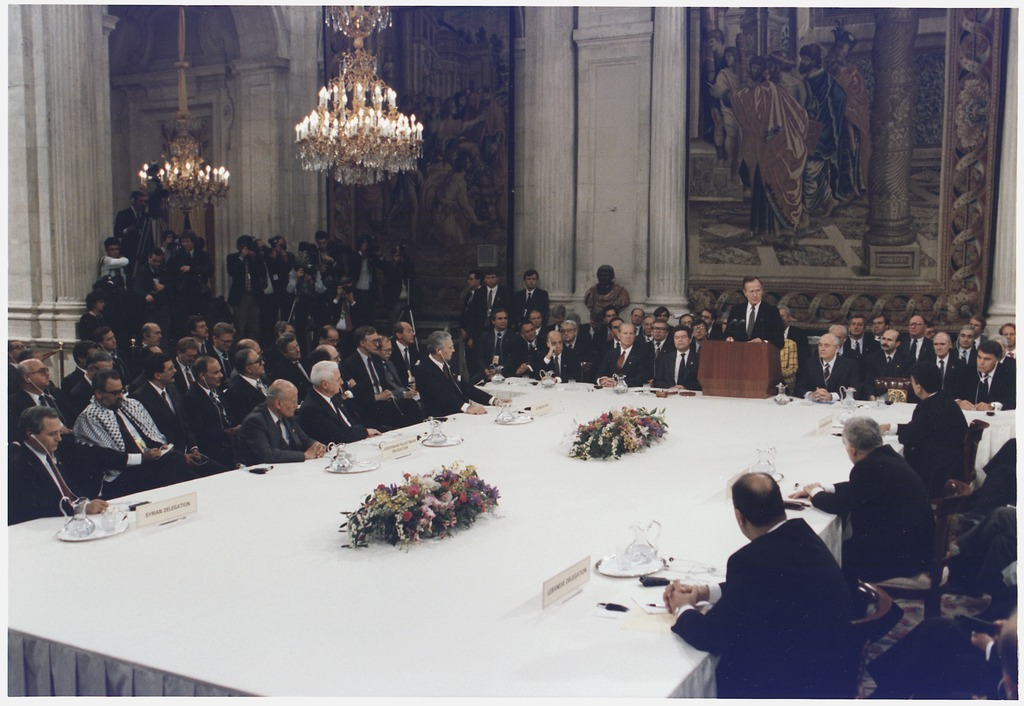
Conferencia de Madrid 1991

#### La Conferencia de Madrid
Abdel Shafi participó en la delegación conjunta jordano-palestina en la Conferencia de Paz de Madrid en 1991. Asimismo, le fue asignada la tarea de encabezar la delegación negociadora palestina en las conversaciones de Washington durante un período de 22 meses entre 1992 y 1993. En una entrevista en el programa ABD News manifestó su posición alegando que:
"Creo que los palestinos siguen comprometidos con esta iniciativa de paz, que en esencia reconoce el derecho de Israel a existir. Sólo falta que Israel responda en el mismo sentido, o exprese su aceptación del principio de la solución de dos Estados como base para las negociaciones".

En su discurso en la Conferencia de Madrid consideró la ocupación un obstáculo para la paz y exigió el fin de los asentamientos israelíes para el establecimiento de un diálogo.

"Los asentamientos deben detenerse ya. [...] Territorio por paz es una farsa cuando territorio por asentamientos ilegales es política y práctica oficial israelí. Los asentamientos deben detenerse ya. En nombre del pueblo palestino, queremos dirigirnos directamente al pueblo israelí, con el que hemos mantenido un prolongado intercambio de dolor: compartamos en cambio la esperanza. Estamos dispuestos a vivir codo con codo en la tierra y la promesa del futuro. Compartir, sin embargo, requiere dos socios dispuestos a compartir como iguales. La mutualidad y la reciprocidad deben sustituir a la dominación y la hostilidad para lograr una auténtica reconciliación y coexistencia en el marco de la legalidad internacional. Su seguridad y la nuestra dependen mutuamente, tan entrelazadas como los miedos y las pesadillas de nuestros hijos."
De hecho, en abril de 1993 renunció a su cargo por la cuestión de los asentimientos. Cuando Yasser Arafat firmó los Acuerdos de Oslo, que proponían un proyecto por fases de progresiva autonomía de los territorios, dividiendo el territorio en tres zonas: bajo control civil y militar palestino, bajo control civil palestino y control militar israelí y bajo control civil y militar israelí. Abdel Shafi consideró que en los Acuerdos no se veía reflejada la voluntad de los palestinos. Además, los Acuerdos se incumplen, y no resuelven ni la cuestión de la estatalidad de Palestina, ni el retorno de los refugiados, ni el estatus de los palestinos en territorios israelíes, ni el estado de Jerusalén.

Abdel Shafi fue uno de los primeros en predecir que el proceso de Oslo colapsaría por no abordar el tema de los asentamientos israelíes:

"Desde el principio, cuando iniciamos las negociaciones en Washington, insistimos en que Israel debía detener el proceso de asentamientos, porque es una contradicción con los términos de referencia. Cuando Israel se negó a parar, y el patrocinador estadounidense no obligó a Israel a cumplir los términos de referencia, el proceso de negociación perdió entonces su credibilidad."
Abdel Shafi prestó su apoyo a la Iniciativa Nacional Palestina, que defendía la unidad nacional y la democracia, considerando la capacidad de los palestinos para coordinarse frente a Israel. Continuó oponiéndose a los asentamientos israelíes, considerando que iban en contra del proceso de paz y que suponen una violación del derecho internacional. Llamó a la lucha palestina, pero se oponía al uso de atentados suicidas. Asimismo, continuó defendiendo la solución de dos Estados para Palestina con las fronteras anteriores a 1967. Esta propuesta ya había sido considerada en 1987 con la Declaración de independencia de Palestina, consecuencia de la Primera Intifada, que se produce de 1987 a 1991. La Primera Intifada, o segunda si se considera la Revuelta Árabe de 1936, es un levantamiento de los palestinos de los territorios ocupados contra Israel. La Declaración de Independencia surge del reconocimiento de la OLP al derecho de existir de Israel en las fronteras de 1967, abandonando así la reivindicación previa que era la creación de un estado único democrático en la Palestina histórica.

#### Elecciones Generales palestinas de 1996
Tras las elecciones generales palestinas de 1996, Shafi fue elegido miembro del Consejo Legislativo Palestino, con el mayor número de votos en la circunscripción de la Gobernación de Gaza, 58.229, en representación de la Coalición Democrática Nacional. Asumió la dirección del comité político del Consejo, desde un posicionamiento que consideraba la coexistencia de dos Estados y el reconocimiento de la presencia judía. Sin embargo, dimitió dos años más tarde frustrado por su inefectividad y falta de movimiento hacia las instituciones democráticas, siendo imposible, debido a sus limitados poderes, hacer algún cambio para mejorar la situación de los palestinos.
Continuó criticando la gobernanza de Yasser Arafat, reivindicó más democracia dentro de la Autoridad Nacional Palestina. Reclamó un pacto nacional que, aún manteniendo al presidente, supusiese una alternativa al arafatismo e incluyese a todas las facciones y corrientes palestinas, desde donde se decidiese de manera democrática el futuro de los palestinos. En 1998 inicia negociaciones por la unidad de las distintas facciones de Gaza, incluyendo a Fatah, Hamas, la Yihad Islámica y otros. 

#### Estallido de la Segunda Intifada
Provocada por el paseo del Primer Ministro Ariel Sharón por la mezquita de al-Aqsa, en los 2000 comienza la Segunda Intifada, mucho más violenta que la anterior. En este momento, Shafi insta a la Autoridad Palestina a organizar la Intifada en lugar de distanciarse de ella y ampliar su base democrática formando un gobierno de unidad nacional. Asimismo, cuestionó la credibilidad de la hoja de ruta apoyada por Estados Unidos. 
"Es nuestro derecho; no es asunto de Estados Unidos ni de la comunidad europea cómo gestionamos nuestros propios asuntos, establecer una autoridad de unidad nacional es nuestro asunto privado".

Frente a las elecciones israelíes de 2001 alegó que: 
"Ariel Sharón y Ehud Barak no son más que dos caras de una misma moneda. Nada va a cambiar a corto plazo como nada ha cambiado desde la Conferencia de Madrid. El proceso de paz nació viciado por la política colonizadora de Israel. Desde 1991 hasta hoy, diez años después, ningún Gobierno israelí ha puesto fin a los asentamientos. Han robado nuestra tierra los del Likud, la han ocupado los laboristas. Y Arafat sin decir nada. Incluso aceptó los acuerdos de Oslo donde se pasa de puntillas sobre las colonias. Yo ya le aconsejé en 1992 en Washington suspender las negociaciones. No lo hizo. Ahora el pueblo, con la Intifada de Al Aqsa, ha condenado al proceso de paz".
Fundó, junto a Mustafa Barghouti, el profesor Ibrahim Dakkak, Edward Said y otras quinientas personalidades palestinas el movimiento Iniciativa Nacional Palestina en 2002, asumiendo el papel de su Secretario General. Este es un movimiento político y social que lucha por la liberación nacional y el retorno de los refugiados, así como por los valores de la unidad nacional, democracia y justicia social. El 15 de enero de 2004, el presidente palestino Yasser Arafat lo nombró jefe del Comité para el Cuidado de los Cementerios en las Gobernaciones de la Franja de Gaza. El 28 de agosto de 2006, el presidente palestino Mahmoud Abbas lo nombró miembro del comité encargado de administrar el municipio de Gaza 
En una entrevista ofrecida a El País en 2004, Abdel Shafi consideró que la Intifada tenía que continuar, pero que los dirigentes no debían permitir que se desarrollase sin orden. Se posicionó en contra de los dirigentes que consideraba antidemocráticos, y abogó por la unidad palestina. 
"Si logramos esa unidad, ése será el comienzo de la verdadera preocupación para los israelíes. Israel, en la situación de división que padecemos hoy día, está muy tranquilo".

## Fallecimiento y honores
Muere el 24 de septiembre de 2007 a la edad de 88 años. Una encuesta de 2001 lo sitúa como la segunda persona más popular y respetada en la Franja de Gaza, tras Yasser Arafat. 
En su funeral participaron los opositores palestinos: los partidarios de Fatah y los de Hamás, en una insólita muestra de unidad.
El 8 de abril de 2007, el presidente palestino Mahmoud Abbas le otorgó la Medalla Palestina de la Estrella de Honor en reconocimiento a su gran papel y distinguida entrega al servicio del pueblo palestino y por su papel protagónico a través de los cargos que ocupó.
El 7 de noviembre de 2007, se nombró a la Facultad de Odontología en la Universidad Al-Azhar en Gaza en su honor como la Facultad Clínica Dental del Dr. Haider Abdel Shafi.